# Lake Ketchum (Ort)
Lake Ketchum ist ein census-designated place (CDP) im Snohomish County im US-Bundesstaat Washington. Zum United States Census 2010 hatte Lake Ketchum 930 Einwohner.

## Geographie
Nach dem United States Census Bureau nimmt der CDP eine Gesamtfläche von 8,1 km² ein, worunter 8,0 km² Land- und der Rest (0,96 %) Wasserflächen sind.

## Demographie
Nach der Volkszählung von 2000 gab es in Lake Ketchum 1.173 Einwohner, 406 Haushalte und 310 Familien. Die Bevölkerungsdichte betrug 145,6 pro km². Es gab 431 Wohneinheiten bei einer mittleren Dichte von 53,5 pro km².
Die Bevölkerung bestand zu 95,65 % aus Weißen, zu 0,17 % aus Afroamerikanern, zu 1,28 % aus Indianern, zu 0,34 % aus Asiaten, zu 1,36 % aus anderen „Rassen“ und zu 1,19 % aus zwei oder mehr „Rassen“. Hispanics oder Latinos „jeglicher Rasse“ bildeten 3,5 % der Bevölkerung.
Von den 406 Haushalten beherbergten 39,4 % Kinder unter 18 Jahren, 63,8 % wurden von zusammen lebenden verheirateten Paaren, 8,4 % von alleinerziehenden Müttern geführt; 23,6 % waren Nicht-Familien. 17,7 % der Haushalte waren Singles und 4,7 % waren alleinstehende über 65-jährige Personen. Die durchschnittliche Haushaltsgröße betrug 2,89 und die durchschnittliche Familiengröße 3,27 Personen.
Der Median des Alters in der Stadt betrug 36 Jahre. 29,5 % der Einwohner waren unter 18, 7,4 % zwischen 18 und 24, 31,2 % zwischen 25 und 44, 23,6 % zwischen 45 und 64 und 8,3 65 Jahre oder älter. Auf 100 Frauen kamen 106,5 Männer, bei den über 18-Jährigen waren es 99,3 Männer auf 100 Frauen.
Alle Angaben zum mittleren Einkommen beziehen sich auf den Median. Das mittlere Haushaltseinkommen betrug 60.029 US$, in den Familien waren es 62.148 US$. Männer hatten ein mittleres Einkommen von 38.235 US$ gegenüber 28.047 US$ bei Frauen. Das Pro-Kopf-Einkommen betrug 19.538 US$. Etwa 3,2 % der Familien und 10,2 % der Gesamtbevölkerung lebte unterhalb der Armutsgrenze; das betraf 7,7 % der unter 18-Jährigen und 6,8 % der über 65-Jährigen.